# Bahnstrecke Sonceboz-Sombeval–Moutier
| GTW-Triebzug – 2006 noch im Besitz der BLS – in Moutier |                      |                                      |                                      |
| Streckennummer (BAV): | 226                  |                                      |                                      |
| Fahrplanfeld: | 226                  |                                      |                                      |
| Streckenlänge: | 25.1 km              |                                      |                                      |
| Spurweite: | 1435 mm (Normalspur) |                                      |                                      |
| Stromsystem: | 15 kV 16,7 Hz ~      |                                      |                                      |
| Maximale Neigung: | 32 ‰                 |                                      |                                      |
| Streckengeschwindigkeit: | 90 km/h              |                                      |                                      |
| |                      |                                      |                                      |
| \| \| \| SBB-Strecke von Biel/Bienne \| \| \| \| 48,28 \| Sonceboz-Sombeval \| 653 m ü. M. \| \| \| \| SBB-Strecke nach La Chaux-de-Fonds \| \| \| \| \| Tunnel de Pierre-Pertuis 1294 m \| \| \| \| 55,17 \| Tavannes \| 754 m ü. M. \| \| \| \| CJ-Strecke nach Le Noirmont \| \| \| \| \| Birsbrücke Tavannes \| \| \| \| \| Birsbrücke Reconvilier I \| \| \| \| \| Birsbrücke Reconvilier II \| \| \| \| 58,02 \| Reconvilier \| 728 m ü. M. \| \| \| \| Birsbrücke Loveresse \| \| \| \| 59,64 \| Birsbrücke Loveresse/Pontenet \| Birsbrücke Loveresse/Pontenet \| \| \| 60,04 \| Birsbrücke Pontenet \| Birsbrücke Pontenet \| \| \| 60,12 \| Pontenet \| 712 m ü. M. \| \| \| 61,79 \| Malleray-Bévilard \| 698 m ü. M. \| \| \| 64,20 \| Sorvilier \| 681 m ü. M. \| \| \| 67,04 \| Court \| 666 m ü. M. \| \| \| 67,41 \| Birsbrücke Court \| Birsbrücke Court \| \| \| 67,84 \| Tunnel Court I (12 m) \| Tunnel Court I (12 m) \| \| \| 68,06 \| Tunnel Court II (184 m) \| Tunnel Court II (184 m) \| \| \| 70,56 \| Tunnel de la Verrerie (604 m) \| Tunnel de la Verrerie (604 m) \| \| \| \| BLS-Jurabahn von Lengnau–Biel/Bienne \| \| \| \| \| \| \| \| \| 73,40 \| Moutier \| 529 m ü. M. \| \| \| \| BLS-Weissensteinlinie von Solothurn \| \| \| \| \| SBB-Jurabahn nach Delémont \| \| |                      |                                      |                                      |
| Strecke |                      | SBB-Strecke von Biel/Bienne          | SBB-Strecke von Biel/Bienne          |
| Bahnhof | 48,28                | Sonceboz-Sombeval                    | 653 m ü. M.                          |
| Abzweig geradeaus und nach links |                      | SBB-Strecke nach La Chaux-de-Fonds   | SBB-Strecke nach La Chaux-de-Fonds   |
| Tunnel |                      | Tunnel de Pierre-Pertuis 1294 m      | Tunnel de Pierre-Pertuis 1294 m      |
| Bahnhof · Kopfbahnhof Streckenanfang | 55,17                | Tavannes                             | 754 m ü. M.                          |
| Strecke · Strecke nach links |                      | CJ-Strecke nach Le Noirmont          | CJ-Strecke nach Le Noirmont          |
| Brücke über Wasserlauf |                      | Birsbrücke Tavannes                  | Birsbrücke Tavannes                  |
| Brücke über Wasserlauf |                      | Birsbrücke Reconvilier I             | Birsbrücke Reconvilier I             |
| Brücke über Wasserlauf |                      | Birsbrücke Reconvilier II            | Birsbrücke Reconvilier II            |
| Bahnhof | 58,02                | Reconvilier                          | 728 m ü. M.                          |
| Brücke über Wasserlauf |                      | Birsbrücke Loveresse                 | Birsbrücke Loveresse                 |
| Brücke über Wasserlauf | 59,64                | Birsbrücke Loveresse/Pontenet        | Birsbrücke Loveresse/Pontenet        |
| Brücke über Wasserlauf | 60,04                | Birsbrücke Pontenet                  | Birsbrücke Pontenet                  |
| Haltepunkt / Haltestelle | 60,12                | Pontenet                             | 712 m ü. M.                          |
| Bahnhof | 61,79                | Malleray-Bévilard                    | 698 m ü. M.                          |
| Haltepunkt / Haltestelle | 64,20                | Sorvilier                            | 681 m ü. M.                          |
| Bahnhof | 67,04                | Court                                | 666 m ü. M.                          |
| Brücke über Wasserlauf | 67,41                | Birsbrücke Court                     | Birsbrücke Court                     |
| Tunnel | 67,84                | Tunnel Court I (12 m)                | Tunnel Court I (12 m)                |
| Tunnel | 68,06                | Tunnel Court II (184 m)              | Tunnel Court II (184 m)              |
| Tunnel | 70,56                | Tunnel de la Verrerie (604 m)        | Tunnel de la Verrerie (604 m)        |
| Kreuzung geradeaus oben · Strecke von rechts |                      | BLS-Jurabahn von Lengnau–Biel/Bienne | BLS-Jurabahn von Lengnau–Biel/Bienne |
| Abzweig geradeaus und von links · Strecke nach rechts |                      |                                      |                                      |
| Bahnhof | 73,40                | Moutier                              | 529 m ü. M.                          |
| Abzweig geradeaus und nach rechts |                      | BLS-Weissensteinlinie von Solothurn  | BLS-Weissensteinlinie von Solothurn  |
| Strecke |                      | SBB-Jurabahn nach Delémont           | SBB-Jurabahn nach Delémont           |

Die Bahnstrecke Sonceboz-Sombeval–Moutier ist eine eingleisige normalspurige Eisenbahnstrecke der Schweizerischen Bundesbahnen (SBB).

## Geschichte

Der Bahnhof Tavannes um ca. 1880/1890

Die Strecke von Biel/Bienne über Sonceboz-Sombeval nach Moutier wurde von der Jura bernois (JB) erbaut und war Teil der internationalen Verbindung von Bern nach Delémont und weiter nach Delle–Belfort bzw. Basel. Das Teilstück Biel/Bienne–Sonceboz-Sombeval–Tavannes wurde zusammen mit der Abzweigung Sonceboz-Sombeval–Convers(–La Chaux-de-Fonds) am 30. April 1874 eröffnet. Zwei Jahre später, am 16. Dezember 1876, wurde der Abschnitt Tavannes–Court zusammen mit der Strecke Moutier–Delémont in Betrieb genommen. Am 24. Mai 1877 folgte das noch fehlende Zwischenstück Court–Moutier.
1884 änderte die Jura bernois ihren Namen in Jura–Bern–Luzern (JBL). Am 1. Januar 1891 wurde die JBL von der Jura-Simplon-Bahn (JS) übernommen, die am 1. Mai 1903 in den Schweizerischen Bundesbahnen (SBB) aufging. Seit der Eröffnung des Grenchenbergtunnels am 1. Oktober 1915 benutzen die direkten Züge von Biel nach Delémont die kürzere und weniger steile Linie über Grenchen. Die damit zur Nebenbahn gewordene Strecke Sonceboz-Sombeval–Moutier wird seit dem 15. Juli 1934 elektrisch betrieben.

## Streckenbeschreibung
Parallel zur Linie nach La Chaux-de-Fonds verlassen die Züge den Bahnhof Sonceboz-Sombeval, um nach einer langen Rechtskurve das Tal emporzusteigen und den Tunnel durch den Pierre-Pertuis zu durchfahren. In Tavannes haben die Reisenden die Möglichkeit, auf die schmalspurigen Züge der Chemins de fer du Jura (CJ) umzusteigen. Die Fahrt nach Moutier geht der Birs entlang weiter über Reconvilier und Malleray-Bévilard. Zwischen Tavannes und Court überquert die Bahn die Birs siebenmal. Nach dem Durchqueren der Klus von Court erreichen die Züge Moutier, wo sie auf die neuere und kürzere Verbindung aus Biel durch den Grenchenbergtunnel treffen.

## Betrieb

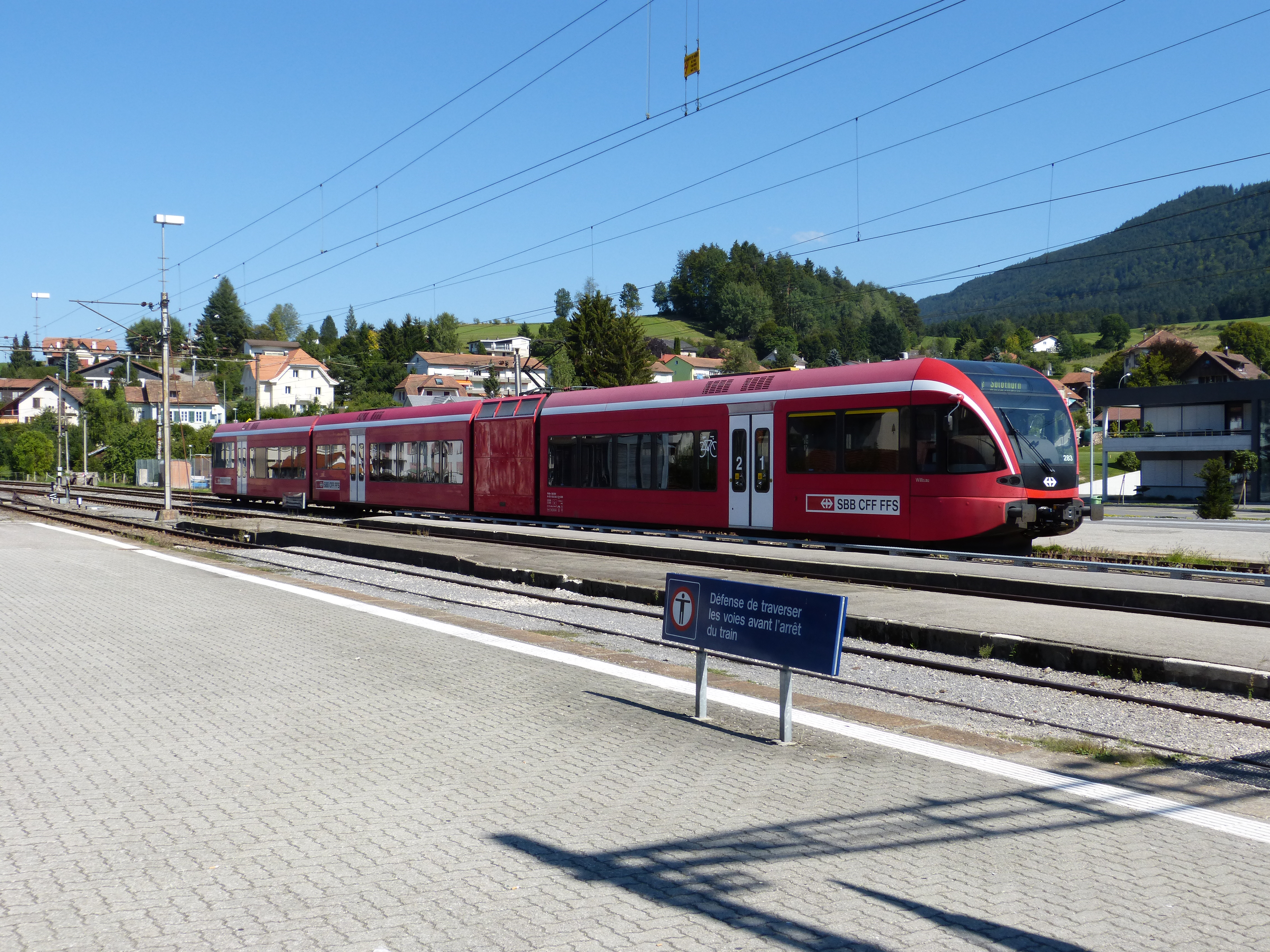
Triebwagen RABe 526 283 bei der Abfahrt im Bahnhof Tavannes.

Seit der Eröffnung des Grenchenbergtunnels 1915 verkehren auf der Strecke Sonceboz-Sombeval–Moutier nur Regionalzüge. Heute verkehrt stündlich ein Regio von Biel über Sonceboz-Sombeval nach Moutier und weiter über die Weissensteinlinie nach Solothurn. Dieser Zug wird in Sonceboz-Sombeval geflügelt, wobei der andere Teil nach La Chaux-de-Fonds fährt. Dazu haben die SBB von der BLS 13 GTW-Triebzüge übernommen. Zusätzlich zum Flügelzug verkehrt jede Stunde ein Regio von Sonceboz-Sombeval nach Malleray-Bévilard.